# General Electric TF39
General Electric TF39 je dvogredni visokoobtočni turboventilatorski motor, ki so ga razvili za pogon vojaškega transporterja Lockheed C-5 Galaxy - največje letalo tistega časa. 
TF39 velja za prvi velik visokoobtočni motor. Na podlagi TF39 so razvili CF6, ki se uporablja na številnih potniških letalih.

## Specifikacije (TF39-1C)
- Tip: Dvogredni visokoobtočni turbofan
- Dolžina: 312 in (792 cm)
- Premer: 97 in (246 cm)
- Teža: 8000 lb (3630 kg)

- Kompresor: 2-stopenjski ventilator, 5-stopenjski nizkotlačni aksialni, 16-stopenjski visokotlačni aksialni
- Zgorevalna komora: Obročasta
- Turbina: 2-stopenjska visokotlačna aksialna, 6-stopenjska nizkotlačna aksialna

- Največji potisk: 43300 lbf (193 kN)
- Tlačno razmerje: 25:1
- Poraba goriva: ~3,7646 lb/s (1,7075 kg/s)
- Specifična poraba goriva: 0,313 lb/lbf-hr
- Razmerje potisk/teža: 5,4:1